# Mukhrani

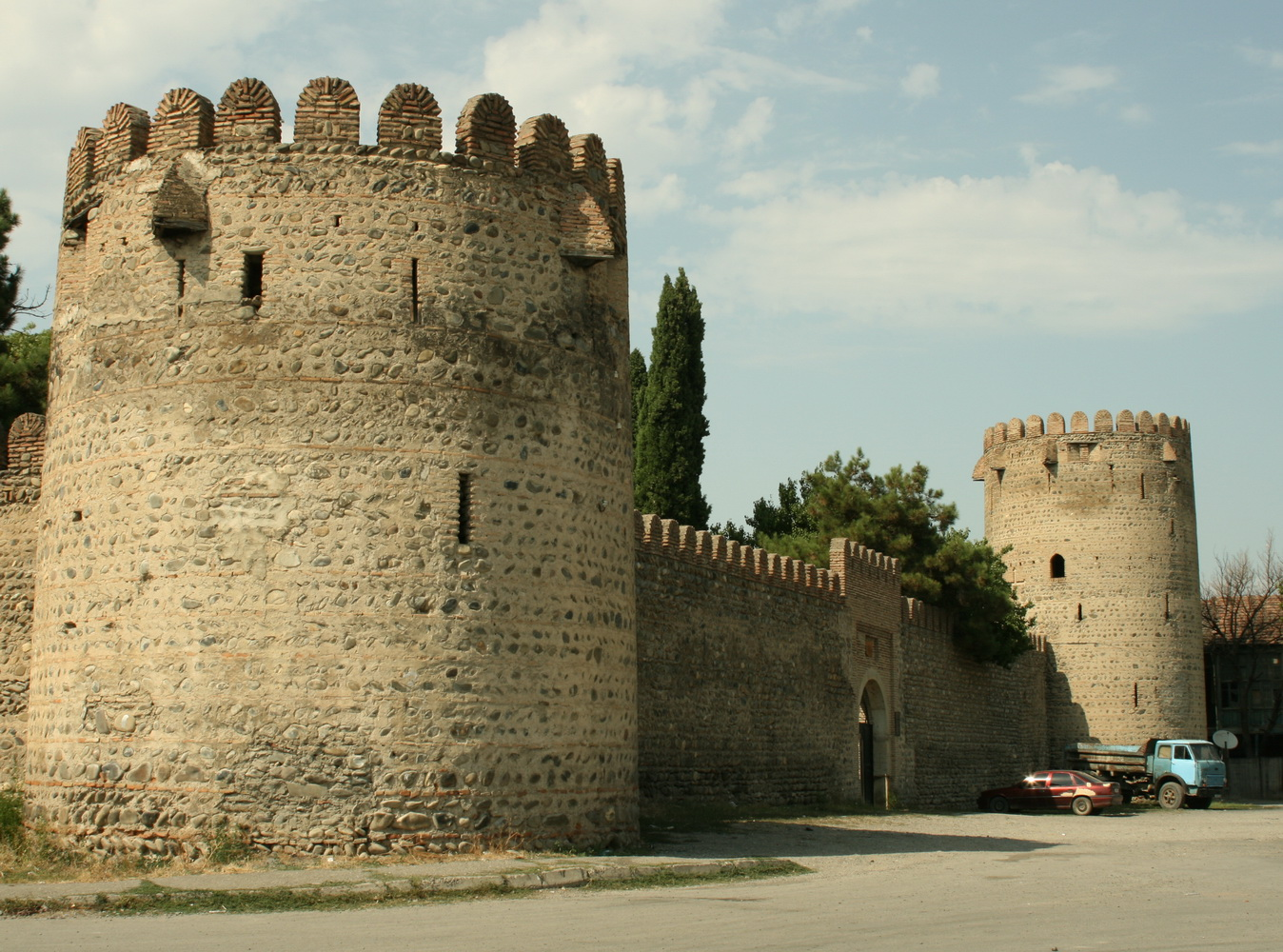
Castell de Mukhrani

Mukhrani és una regió històrica de terres baixes a l'est de Geòrgia, actualment dins dels límits de la regió de Mtskheta-Mtianeti, al nord de la ciutat de Mtskheta. Es troba dins de les fronteres històriques de Kartli, limitada pel riu Kura, i els seus dos afluents: Ksani i Aragvi.
Fou un principat creat el 1512 a la part occidental del Kartli al peu de les muntanyes Likhi. El títol el va concedir el rei David X de Kartli al seu germà petit Bagrat. Els prínceps portaven el títol de Mukhrani-batoni (Príncep de Mukhran).
El principat va ser abolit el 1801 per Rússia però la casa de Mukhrani va subsistir i es va integrar a la noblesa russa. L'últim príncep Constantí IV fou coronel de l'exèrcit rus el 1809, comandant de carrabiners d'Erevan el 1827 amb rang de tinent general. Se li va reconèixer com a títol hereditari el de Kniaz Bagration-Mukhranski el 20 de setembre del 1825. Va morir el 7 de setembre de 1842 i el va succeir el seu fill Ioani Bagrationi de Mukhrani (Kniaz Ivan Konstantinovitch Bagration-Mukhranski). Un altre fill Irakli Bagrationi de Mukhrani (Kniaz Irakli Konstantinovitch Bagration-Mukhranski) nascut el 17 de juliol de 1813 va ser titular conseller del 1852 al 1857, conseller del virrei del Caucas el 1863, i va morir el 1892 deixant un fill que el 1903 va recollir la successió (Príncep Alexandre Bagrationi de Mukhrani).
Ioani Bagrationi of Mukhrani (Kniaz Ivan Konstantinovitch Bagration-Mukhranski), que va rebre els drets successoris el 1842, va néixer el 7 de febrer de 1812 i va ser ascendit a tinent coronel el 1842, coronel i comandant del regiment d'Erevan el 1849 fins al 1851 en què fou ascendit a major general; es va distingir a la batalla de Bachkadykliar el 1853 i fou nomenat comandant dels granaders de la brigada de reserva, fins al 1858 en què fou promogut a tinent general amb el comandament de la 18 divisió d'infanteria. Va morir a Tblisi l'11 de març de 1895 i el va succeir el seu fill Constantí Bagrationi de Mukhrani (Kniaz Konstantin Ivanovitch Bagration-Mukhranski) nascut el 24 de desembre de 1834, ascendit a coronel el 1874, comandant del granaders de Mingrèlia el 1877, es va retirar degut al seu estat de salut. Va morir a Tblisi el 12 de maig de 1903. La successió va passar a son cosí Alexandre, fill de Irakli Bagrationi de Mukhrani (+1892) abans esmentat.
Alexandre Bagrationi de Mukhrani (Kniaz Alexander Iraklievitch Bagration-Mukhranski), va néixer a Mtchadisjavari el 20 de juliol de 1853; cavaller de la guàrdia el 1874, va servir a la guerra russoturca del 1877-1878 i va ser ascendit a tinent cap al final de la guerra, a capità el 1890, i a coronel el 1893; el des del 1895 va servir amb la cavalleria del Caucas en diversos destins entre ells el comandament del regiment de dragons de Nijegorod (1902); el 1904 va ser ascendit a major general i l'any següent a major general de l'escorta imperial; del 1910 al 1912 va ser comandant dels Cavallers de la Guàrdia; el 6 d'abril de 1917 va ser promogut a tinent general i va ser membre de la Duma russa. Va ser assassinat pels bolxevics a Piatogorsk el 1918 i el va succeir el seu fill Giorgi Bagrationi de Mukhrani (Kniaz Giorgi Alexandrovitch Bagration-Mukhranski) nascut a Sant Petersburg el 16 de juliol de 1884. Mariscal de la noblesa de Dusheti del 1916 al 1917, es va unir a la revolució però després del triomf bolxevic va lluitar amb els blancs fins a 1921 en què es va exiliar, passant a Espanya el 1944, i va morir el 29 de setembre de 1957. El va succeir el seu únic fill Irakli Bagration-Mukhranski, nascut a Tblisi el 3 d'abril de 1909. Va obtenir la ciutadania espanyola el 22 de setembre de 1947 i el govern espanyol de l'època, dirigit pel general Franco, li va reconèixer el tractament d'Altesa reial. El 1957, en recollir la successió del pare, es va autoproclamar cap de la Casa Reial de Geòrgia. Va morir el 28 de novembre de 1977 i el va succeir el seu fill Giorgi Bagrationi de Mukhrani (Don Jorge de
Bagration-Mukhranski), que va néixer a Roma el 22 de febrer de 1944 i que a la joventut es va dedicar a les carreres de cotxes, aconseguint alguns triomfs. Actualment està casat amb la catalana Núria Llopis i Oliart' (nascuda el 14 de novembre de 1953 a Barcelona). L'hereu és el fill gran de Giorgi, Don Irakli Bagration-Mukhranski, nascut a Madrid el 26 d'agost de 1972.

## Prínceps de Mukhran (Mukhrani-batoni)
1. 1512 - 1539 Bagrat I Mukhrani-batoni
2. 1539 - 1580 Vakhtang I Mukhrani-batoni
3. 1580 - 1624 Bagrat II Mukhrani-batoni
4. 1624 - 1627 Kai khusrau Mukhrani-batoni
5. 1627 - 1648 David I Mukhrani-batoni
6. 1648 - 1659 Vakhtang II Mukhrani-batoni
7. 1659 - 1667 Constantí I Mukhrani-batoni
8. 1667 - 1688 Teimuraz Mukhrani-batoni
9. 1688 - 1691 Asoci II
10. 1691 - 1710 Papuna Mukhrani-batoni
11. 1710 Constantí II Mukhrani-batoni
12. 1710 - 1716 Irakli Mukhrani-batoni
13. 1716 - 1719 Levanti Mukhrani-batoni
14. 1719 - 1734 David II Mukhrani-batoni
15. 1734 - 1735 Mamuka Mukhrani-batoni
16. 1735 - 1755 Constantí III Mukhrani-batoni
17. 1755 - 1785 Simó Mukhrani-batoni
18. 1785 - 1800 Ioani Mukhrani-batoni
19. 1800 – 1801 Constantí IV Mukhrani-batoni